# Петдесети конгрес на Македонската патриотична организация
Петдесетият конгрес на Македонските патриотични организации (МПО) се провежда от 4 до 7 септември 1971 година в Кливлънд, Охайо, САЩ. Говорителят на конгреса проф. Хенрих Щамлер отправя обвинения против преподавателите в Скопския университет, определяйки действията им като „безчестно кощунство с истината“, а македонската нация за измислица и създадена по политически съображения. Конгресът гласува декларация по повод петдесетата годишнина на МПО, която се явява защитник на македонските българи в Македония под гръцка власт. Изпратена е и петиция до генералния секретар на ООН Курт Валдхайм поради погазването на човешките права в областта от югославските власти.
Гласувана е специална резолюция във връзка с „нарушения на важни уставни постановления“ от Борислав Иванов, председател на МПО „Любен Димитров“, който е изключен от организацията. Вместо неговата секция е приета новооснованата МПО „Победа“, която излъчва трима делегати на конгреса. Избран е нов ЦК на МПО, ръководен отново от Петър Ацев, а съюзен секретар е Аспарух Пописаков.